# Niko Sigur
Niko Kristian Sigur (Burnaby, 9 settembre 2003) è un calciatore canadese con cittadinanza croata, centrocampista dell'Hajduk Spalato e della nazionale canadese.

## Biografia
Nato a Burnaby, in Canada, in una famiglia di origine croata.

## Caratteristiche tecniche
Giocatore polivalente che, anche se naturalmente predisposto al ruolo di mediano, fa il suo debutto sotto la guida di Ivan Leko da terzino destro.

## Carriera

### Club
Dopo esser passato dal settore giovanile dei Vaughan Azzurri e del Radomlje, nell'estate 2022 si accasa nelle giovanili dell'Hajduk Spalato.
Il 22 aprile 2023 debutta nella prima squadra dei Bili, disputa da titolare il match di campionato vinto 2-0 contro il Varaždin.
Il 24 maggio 2023, invece, esordisce in Coppa di Croazia disputando da titolare la finale vinta contro il Sebenico (2-0), aggiudicandosi così il primo trofeo in carriera.
Il 10 agosto fa il suo debutto in una competizione UEFA, parte dal primo minuto nel terzo turno di andata dei preliminari di Conference League terminato a reti bianche contro il PAOK.
Il 30 novembre seguente estende il suo contratto con i Majstori s mora fino all'estate del 2028.
Il 24 febbraio 2024 segna la sua prima rete con la casacca del club spalatino nonché la prima in HNL, quella del definitivo 1-1 nella trasferta contro il Varaždin.

### Nazionale
Ricevuta la chiamata sia dal Canada che dalla Croazia under 21, il 30 maggio 2023, dopo aver parlato con il direttore tecnico Stipe Pletikosa, decice di vestire quest'ultima casacca. Il 15 giugno seguente viene inserito da Dragan Skočić nella lista dei 23 convocati per l'Europeo di categoria. Sei giorni dopo fa il suo debutto nei Mladi vatreni, disputa da titolare il match di apertura del torneo perso 0-2 per mano dell'Ucraina under 21.
Il 21 agosto 2024 decide di cambiare la sua cittadinanza sportiva, scegliendo di rappresentare il Canada. Qualche giorno dopo, viene inserito da Jesse Marsch nella lista dei convocati per le amichevoli di settembre contro Stati Uniti e Messico. Debutta il 10 settembre proprio contro quest'ultima, subentrando ad Ali Ahmed nel match terminato a reti bianche. Il 20 novembre seguente fa il suo debutto in una competizione ufficiale, subentra ad Alistair Johnston nel quarto di finale di CONCACAF Nations League vinto 3-0 contro il Suriname. Il 23 marzo 2025, subentrando all'infortunato Alphonso Davies, disputa la finale per il 3º posto della CONCACAF Nations League, vinta 2-1 contro gli Stati Uniti.
Il 7 giugno seguente, in occasione dell'amichevole vinta 4-2 contro l'Ucraina, disputa la sua prima partita da titolare con la nazionale canadese.
Convocato per la Gold Cup 2025, esordisce nel torneo nel successo per 6-0 ai gironi contro l'Honduras, in cui realizza la sua prima rete per la selezione canadese.

## Statistiche

### Cronologia presenze e reti in nazionale
| Cronologia completa delle presenze e delle reti in nazionale ― Canada | Cronologia completa delle presenze e delle reti in nazionale ― Canada | Cronologia completa delle presenze e delle reti in nazionale ― Canada | Cronologia completa delle presenze e delle reti in nazionale ― Canada | Cronologia completa delle presenze e delle reti in nazionale ― Canada | Cronologia completa delle presenze e delle reti in nazionale ― Canada | Cronologia completa delle presenze e delle reti in nazionale ― Canada | Cronologia completa delle presenze e delle reti in nazionale ― Canada |
| Data                                                                  | Città                                                                 | In casa                                                               | Risultato                                                             | Ospiti                                                                | Competizione                                                          | Reti                                                                  | Note                                                                  |
| --------------------------------------------------------------------- | --------------------------------------------------------------------- | --------------------------------------------------------------------- | --------------------------------------------------------------------- | --------------------------------------------------------------------- | --------------------------------------------------------------------- | --------------------------------------------------------------------- | --------------------------------------------------------------------- |
| 10-9-2024                                                             | Arlington                                                             | Messico                                                               | 0 – 0                                                                 | Canada                                                                | Amichevole                                                            | -                                                                     | 77’ 88’                                                               |
| 20-11-2024                                                            | Toronto                                                               | Canada                                                                | 3 – 0                                                                 | Suriname                                                              | CONCACAF Nations League 2024-2025 - Quarti di finale                  | -                                                                     | 64’                                                                   |
| 23-3-2025                                                             | Inglewood                                                             | Canada                                                                | 2 – 1                                                                 | Stati Uniti                                                           | CONCACAF Nations League 2024-2025 - Finale 3º posto                   | -                                                                     | 12’                                                                   |
| 7-6-2025                                                              | Toronto                                                               | Canada                                                                | 4 – 2                                                                 | Ucraina                                                               | Amichevole                                                            | -                                                                     | 64’                                                                   |
| 10-6-2025                                                             | Toronto                                                               | Canada                                                                | 0 – 0 (4 – 5 dtr)                                                     | Costa d'Avorio                                                        | Amichevole                                                            | -                                                                     | 46’                                                                   |
| 17-6-2025                                                             | Vancouver                                                             | Canada                                                                | 6 – 0                                                                 | Honduras                                                              | Gold Cup 2025 - 1º turno                                              | 1                                                                     |                                                                       |
| 21-6-2025                                                             | Houston                                                               | Curaçao                                                               | 1 – 1                                                                 | Canada                                                                | Gold Cup 2025 - 1° turno                                              | -                                                                     | 70’                                                                   |
| 24-6-2025                                                             | Houston                                                               | Canada                                                                | 2 – 0                                                                 | El Salvador                                                           | Gold Cup 2025 - 1º turno                                              | -                                                                     |                                                                       |
| 29-6-2025                                                             | Minneapolis                                                           | Canada                                                                | 1 – 1 (5 – 6 dtr)                                                     | Guatemala                                                             | Gold Cup 2025 - Quarti di finale                                      | -                                                                     | 71’                                                                   |
| Totale                                                                |                                                                       | Presenze                                                              | 9                                                                     |                                                                       | Reti                                                                  | 1                                                                     |                                                                       |

| Cronologia completa delle presenze e delle reti in nazionale ― Croazia under 21 | Cronologia completa delle presenze e delle reti in nazionale ― Croazia under 21 | Cronologia completa delle presenze e delle reti in nazionale ― Croazia under 21 | Cronologia completa delle presenze e delle reti in nazionale ― Croazia under 21 | Cronologia completa delle presenze e delle reti in nazionale ― Croazia under 21 | Cronologia completa delle presenze e delle reti in nazionale ― Croazia under 21 | Cronologia completa delle presenze e delle reti in nazionale ― Croazia under 21 | Cronologia completa delle presenze e delle reti in nazionale ― Croazia under 21 |
| Data                                                                            | Città                                                                           | In casa                                                                         | Risultato                                                                       | Ospiti                                                                          | Competizione                                                                    | Reti                                                                            | Note                                                                            |
| ------------------------------------------------------------------------------- | ------------------------------------------------------------------------------- | ------------------------------------------------------------------------------- | ------------------------------------------------------------------------------- | ------------------------------------------------------------------------------- | ------------------------------------------------------------------------------- | ------------------------------------------------------------------------------- | ------------------------------------------------------------------------------- |
| 21-6-2023                                                                       | Bucarest                                                                        | Ucraina under 21                                                                | 2 – 0                                                                           | Croazia under 21                                                                | Europeo Under-21 2023 - 1º turno                                                | -                                                                               |                                                                                 |
| 24-6-2023                                                                       | Bucarest                                                                        | Spagna under 21                                                                 | 1 – 0                                                                           | Croazia under 21                                                                | Europeo Under-21 2023 - 1º turno                                                | -                                                                               |                                                                                 |
| 27-6-2023                                                                       | Bucarest                                                                        | Croazia under 21                                                                | 0 – 0                                                                           | Romania under 21                                                                | Europeo Under-21 2023 - 1º turno                                                | -                                                                               | 34’                                                                             |
| 12-9-2023                                                                       | Klaksvík                                                                        | Fær Øer under 21                                                                | 2 – 4                                                                           | Croazia under 21                                                                | Qual. Europeo Under-21 2025                                                     | -                                                                               | 83’                                                                             |
| 13-10-2023                                                                      | Tripoli                                                                         | Grecia under 21                                                                 | 2 – 2                                                                           | Croazia under 21                                                                | Qual. Europeo Under-21 2025                                                     | -                                                                               |                                                                                 |
| 17-10-2023                                                                      | Velika Gorica                                                                   | Croazia under 21                                                                | 2 – 0                                                                           | Bielorussia under 21                                                            | Qual. Europeo Under-21 2025                                                     | -                                                                               |                                                                                 |
| 21-3-2024                                                                       | Andorra la Vella                                                                | Andorra under 21                                                                | 0 – 3                                                                           | Croazia under 21                                                                | Qual. Europeo Under-21 2025                                                     | -                                                                               |                                                                                 |
| 26-3-2024                                                                       | Faro                                                                            | Portogallo under 21                                                             | 5 – 1                                                                           | Croazia under 21                                                                | Qual. Europeo Under-21 2025                                                     | -                                                                               |                                                                                 |
| 7-6-2024                                                                        | Vrbovec                                                                         | Croazia under 21                                                                | 2 – 3                                                                           | Irlanda under 21                                                                | Amichevole                                                                      | -                                                                               | 89’                                                                             |
| Totale                                                                          |                                                                                 | Presenze                                                                        | 9                                                                               |                                                                                 | Reti                                                                            | 0                                                                               |                                                                                 |

## Palmarès

### Club

#### Competizioni nazionali
- Coppa di Croazia: 1

Hajduk Spalato: 2022-2023